# Riccardia hans-meyeri
Riccardia hans-meyeri là một loài rêu trong họ Aneuraceae. Loài này được Stephani Meenks & C. De Jong mô tả khoa học đầu tiên năm 1985.